# Diocesi di Uccula
La diocesi di Uccula (in latino Dioecesis Ucculensis) è una sede soppressa e sede titolare della Chiesa cattolica.

## Storia
Uccula, identificabile con Henchir-Aïn-Dourat nell'odierna Tunisia, è un'antica sede episcopale della provincia romana dell'Africa Proconsolare, suffraganea dell'arcidiocesi di Cartagine.
Sono solo due i vescovi documentati di Uccula. Il cattolico Cericio intervenne alla conferenza di Cartagine del 411, che vide riuniti assieme i vescovi cattolici e donatisti dell'Africa romana; in quell'occasione la sede non aveva vescovi donatisti. Cresconio prese parte al concilio antimonotelita di Cartagine del 646.
Dal 1928 Uccula è annoverata tra le sedi vescovili titolari della Chiesa cattolica; dal 15 luglio 2010 il vescovo titolare è Robertus Gerardus Leonia Maria Mutsaerts, vescovo ausiliare di 's-Hertogenbosch.

## Cronotassi

### Vescovi
- Cericio † (menzionato nel 411)
- Cresconio † (menzionato nel 646)

### Vescovi titolari
- Alphonsus Verwimp, S.I. † (23 giugno 1931 - 10 novembre 1959 nominato vescovo di Kisantu)
- Paul Ch'eng Shih-kuang † (3 maggio 1960 - 7 giugno 1966 nominato vescovo di Tainan)
- Jan Van Cauwelaert, C.I.C.M. † (12 giugno 1967 - 12 ottobre 1976 dimesso)
- Gilles Bélisle † (11 maggio 1977 - 12 aprile 1996 deceduto)
- Richard John Grecco (5 dicembre 1997 - 11 luglio 2009 nominato vescovo di Charlottetown)
- Robertus Gerardus Leonia Maria Mutsaerts, dal 15 luglio 2010